# Joseph Jackson
Joseph Walter "Joe" Jackson, född 26 juli 1928 i Fountain Hill i Ashley County, Arkansas, död 27 juni 2018 i Las Vegas, Nevada, var en amerikansk musiker och tidigare boxare. Han var far i Jackson-familjen med bland andra Michael Jackson, samt var manager åt gruppen The Jacksons.
När barnen växte upp var han mycket hård i rollen som far eftersom han ville att barnen skulle jobba hårt. Han ville inte heller att de kallade honom pappa, utan Joseph, enligt Daily Mail  så betydde ordet inte så mycket för honom så han lät inte sina barn kalla honom pappa. Enligt intervjuer med barnen brukade han även slå dem, bland annat under dansrepetitionerna då han kunde sitta med ett bälte och bestraffa dem som hade gjort fel, något som Joseph enligt intervjun med Daily Mail inte ångrade. Han var gift med Katherine Jackson från 15 november 1949. Innan Jacksons barn nådde framgång i musikvärlden försörjde Jackson sin fru och nio barn genom att arbeta på ett stålverk.

## Barn
- Rebbie Jackson, född 1950
- Jackie Jackson, född 1951
- Tito Jackson, 1953–2024
- Jermaine Jackson, född 1954
- La Toya Jackson, född 1956
- Marlon Jackson, född 1957
- Brandon Jackson, 1957–1957
- Michael Jackson, 1958–2009
- Randy Jackson, född 1961
- Janet Jackson, född 1966

I ett utomäktenskapligt förhållande föddes dottern JohVonnie Jackson 1974.